# Mahlpfuhler Fenn
Koordinaten: 52° 26′ 36″ N, 11° 44′ 31″ O
Das Mahlpfuhler Fenn ist ein Naturschutzgebiet in der Stadt Tangerhütte im Landkreis Stendal und der Gemeinde Burgstall im Landkreis Börde in Sachsen-Anhalt.

## Beschreibung
Das Naturschutzgebiet mit dem Kennzeichen NSG 0044 ist rund 1210 Hektar groß. Es ist größtenteils Bestandteil des gleichnamigen FFH-Gebietes und EU-Vogelschutzgebietes. Im Norden sowie streckenweise im Süden grenzt es an das Landschaftsschutzgebiet „Uchte-Tangerquellen und Waldgebiete“. Das Gebiet steht seit 2002 unter Schutz (Datum der Verordnung: 20. März 2002). In ihm ist das zum 5. Juli 1978 ausgewiesene, etwa 355 Hektar große und gleichnamige Naturschutzgebiet aufgegangen. Rund 74 Hektar des Schutzgebietes sind als Totalreservat ausgewiesen. Zuständige untere Naturschutzbehörden sind die Landkreise Stendal und Börde.
Das Naturschutzgebiet liegt westlich von Tangerhütte im Osten der Colbitz-Letzlinger Heide. Es stellt verschiedene Biotoptypen im Übergang von Moränen- und Binnendünenbereichen zur Elbeniederung unter Schutz. Im Norden umfasst das Naturschutzgebiet die Quellbereiche und Täler des Mühlen- und Karrenbaches, im Mittelteil die Hüselberge und im Süden das namensgebende Mahlpfuhler Feen, ein Hangmoor. Der Bereich des Forsthauses Schernebeck im Norden ist aus dem Geltungsbereich der Naturschutzverordnung ausgenommen.

## Flora und Fauna
Das Naturschutzgebiet wird teilweise von Wäldern eingenommen, teilweise herrschen Grünlandflächen vor. An feuchten Standorten im Norden des Naturschutzgebietes stockt in erster Linie Eichenwald. Die Krautschicht wird von Pfeifengräsern dominiert. Die trockeneren Bereiche werden von Birken-Eichenwald eingenommen. Im Bereich des Mahlpfuhler Fenns stocken vor allem Birken-Moorwälder. Hier sind auch wertvolle Kiefern-Moorwaldgesellschaften mit Moorbirke und Waldkiefer zu finden. In diesem Bereich des Naturschutzgebietes sind Schwingrasen, Heidegesellschaften und Toormoosgesellschaften mit Gewöhnlicher Moosbeere, Glocken- und Rosmarinheide, Rundblättrigem Sonnentau sowie Schmalblättrigem und Scheidigem Wollgras zu finden. Auch Königsfarn, Sumpfporst, Sumpfveilchen und Fieberklee kommen hier vor. Auf den Feuchtwiesen kommen verschiedene Orchideenarten vor, darunter z. B. das Breitblättrige Knabenkraut. Teile des Moores werden durch Entkusselungs- und Wiedervernässungsmaßnahmen gepflegt. Auf den extensiv bewirtschafteten Grünlandflächen, die von zahlreichen Gräben durchzogen werden, sind Großseggenriede und Rasenschmielenwiesen zu finden.
Im Naturschutzgebiet ist das artenreichste Vorkommen seltener Libellen in Sachsen-Anhalt zu finden. So sind hier u. a. Speerazurjungfer, Mondazurjungfer, Helmazurjungfer, Grüne Flussjungfer, Große und Kleine Moosjungfer, Späte Adonislibelle, Torfmosaikjungfer, Arktische und Gefleckte Smaragdlibelle zu finden.
Die Waldgebiete des Naturschutzgebietes sind u. a. Lebensraum für Wespenbussard, Waldschnepfe und Schwarz-, Grau- und Mittelspecht, Moor und Grünland bieten u. a. Lebensraum für Kranich, Bekassine, Schlagschwirl und Waldwasserläufer. Außerdem sind Seeadler, Rotmilan, Schwarzstorch, Neuntöter, Ortolan, Gebirgsstelze und Ohrentaucher zu finden.
Der Karrenbach ist Lebensraum von Steinbeißer, Bachschmerle und Kammmolch. Er zeichnet sich durch Wasserhahnenfußgesellschaften aus. Auch der Feuersalamander ist hier heimisch. Weiterhin gibt es im Naturschutzgebiet Vorkommen der Schlingnatter sowie Sumpfschrecke, Großer Eichenbock und Hirschkäfer und zahlreicher Wasserkäfer. Auch der Biber ist heimisch.

## Sonstiges
Das Gebiet entwässert über verschiedene Gräben zum Mühlengraben im Norden, Karrenbach in der Mitte und Dollgraben im Süden. Alle drei Wasserläufe fließen in nordöstliche Richtung zum Lüderitzer Tanger bzw. zum Tanger, einem linken Nebenfluss der Elbe.
Das Naturschutzgebiet wird vom staatlichen Forstamt Burgstall verwaltet und gepflegt.